# Theonellidae
Theonellidae é uma família de esponjas marinhas da ordem Lithistida.

## Gêneros
- Discodermia du Bocage, 1869
- Manihinea Pulitzer-Finali, 1993
- Racodiscula Zittel, 1878
- Siliquariaspongia Hoshino 1981
- Theonella Gray, 1868